# オリバー! (映画)
『オリバー!』（Oliver! ）は、1968年に製作されたイギリス・アメリカ合衆国のミュージカル映画。監督はキャロル・リード、出演はマーク・レスター、ジャック・ワイルド、ロン・ムーディー、オリヴァー・リードなど。チャールズ・ディケンズの『オリバー・ツイスト』を原作にライオネル・バートが制作した同名ミュージカルの映画化作品である。
第41回アカデミー賞で作品賞、監督賞など6部門を受賞した。『第三の男』などのサスペンスを得意としたキャロル・リード監督が初めて挑んだミュージカルでもある。
劇中歌の「Consider Yourself（気楽にやれよ、「オリバーのマーチ」とも）」「I'd Do Anything（なんでもやるさ）」「Oom-Pah Pah（ウン・パッパ）」などは、日本でも児童向けの日本語歌詞を当てられ、親しまれている。

## ストーリー
ロンドンの孤児院で暮らすオリバー・ツイストは運悪く孤児院を追放され、売られてしまう。お試しとして引き取られるものの、亡くなった母親の事でトラブルを起こしたことから、地下室に閉じ込められてしまうが窓から脱走する。
何日もかけて逃げ、何もないような田舎にたどり着く。ちょうど野菜を積んだトラックが通りかかり、野菜に紛れて乗車する。しかしトラックが着いた場所はロンドンの街だった。街を歩いていると汚い子供（腕利きドジャー）に出会い、その子の仲間の所で仲間にすると言い出すが、その集団はスリを仕事とする悪だった。
スリ集団を仕切ってる老人と世界的泥棒の密会シーンが出てくる。
スリ集団の仲間になったオリバーは初仕事に街へ行く。ドジャーと仲間がある貴族の財布をスルがバレてしまい、逃げ遅れたオリバーが捕まってしまう。アジトに戻ったドジャー達は老人にオリバーを置いて帰ったことを叱られる。（もしオリバーが全部話してしまえば自分たちが危ういから）泥棒も自分の首が危ないと悟り、オリバーを連れ戻すことを決意。
裁判にて目撃者により、無実と判決。貴族は償いをしたいといい、オリバーを家に案内する。

## キャスト
| 役名                              | 俳優               | 日本語吹替 |
| 役名                              | 俳優               | テレビ東京版 |
| --------------------------------- | ------------------ | --- |
| オリバー・ツイスト                | マーク・レスター   | 矢島晶子 |
| ジャック・ドーキンズ （ドジャー） | ジャック・ワイルド | 坂本千夏 |
| フェイギン                        | ロン・ムーディー   | 永井一郎 |
| ビル・サイクス                    | オリヴァー・リード | 大友龍三郎 |
| バンブル                          | ハリー・シーコム   | |
| ナンシー                          | シャニ・ウォリス   | 山像かおり |
| ブラウンロー                      | ジョセフ・オコナー | 小川真司 |
| 治安判事                          | ヒュー・グリフィス | |
| その他                            |                    | 福田信昭 火野カチコ 佐々木梅治 片岡富枝 星野充昭 藤本譲 宝亀克寿 田中正彦 小山武宏 滝沢ロコ 水野龍司 石川寛美 山川亜弥 海老原英人 津村まこと 長谷川智子 東さおり 山崎依里奈 |
| 日本語版スタッフ                  |                    | |
| 演出                              |                    | 向山宏志 |
| 翻訳                              |                    | 中村久世 |
| 調整                              |                    | 重光秀樹 |
| 効果                              |                    | リレーション |
| 担当                              |                    | 別府憲治 松井まり |
| 配給                              |                    | ソニー・ピクチャーズ テレビジョン・ジャパン |
| プロデューサー                    |                    | 久保一郎 具嶋朋子 |
| 制作                              |                    | テレビ東京 ケイエスエス |
| 初回放送                          |                    | 2000年1月9日 『20世紀名作シネマ』 |

## 作品の評価

### 映画批評家によるレビュー
Rotten Tomatoesによれば、76件の評論のうち高評価は89%にあたる68件で、平均点は10点満点中8点、批評家の一致した見解は「『オリバー!』は、チャールズ・ディケンズの汚職暴露小説を、ロン・ムーディーの魅力的な人気キャラとオンナ・ホワイトのうっとりするような振付によって、ヴィクトリア朝を舞台にしたおとぎ話の陽気なミュージカルにすっかり変えている。」となっている。
Metacriticによれば、11件の評論のうち、高評価は7件、賛否混在は4件、低評価はなく、平均点は100点満点中74点となっている。

### 受賞歴
| 賞                         | 部門                                     | 対象者                                                                                          | 結果       |
| -------------------------- | ---------------------------------------- | ----------------------------------------------------------------------------------------------- | ---------- |
| 第41回アカデミー賞         | 作品賞                                   |                                                                                                 | 受賞       |
| 第41回アカデミー賞         | 監督賞                                   | キャロル・リード                                                                                | 受賞       |
| 第41回アカデミー賞         | 主演男優賞                               | ロン・ムーディー                                                                                | ノミネート |
| 第41回アカデミー賞         | 助演男優賞                               | ジャック・ワイルド                                                                              | ノミネート |
| 第41回アカデミー賞         | 脚色賞                                   | ヴァーノン・ハリス                                                                              | ノミネート |
| 第41回アカデミー賞         | ミュージカル音楽賞                       | ジョン・グリーン                                                                                | 受賞       |
| 第41回アカデミー賞         | 音響賞                                   | シェパートン・スタジオ音響部                                                                    | 受賞       |
| 第41回アカデミー賞         | 衣装デザイン賞                           | フィリス・ダルトン                                                                              | ノミネート |
| 第41回アカデミー賞         | 美術賞                                   | （美術）ジョン・ボックス、テレンス・マーシュ （装置）ヴァーノン・ディクソン、ケン・マグルストン | 受賞       |
| 第41回アカデミー賞         | 撮影賞                                   | オズワルド・モリス                                                                              | ノミネート |
| 第41回アカデミー賞         | 編集賞                                   | ラルフ・ケンプレン                                                                              | ノミネート |
| 第41回アカデミー賞         | 名誉賞                                   | オンナ・ホワイト                                                                                | 受賞       |
| 第26回ゴールデングローブ賞 | 作品賞（ミュージカル・コメディ部門）     |                                                                                                 | 受賞       |
| 第26回ゴールデングローブ賞 | 主演男優賞（ミュージカル・コメディ部門） | ロン・ムーディー                                                                                | 受賞       |
| 第26回ゴールデングローブ賞 | 助演男優賞                               | ヒュー・グリフィス                                                                              | ノミネート |
| 第26回ゴールデングローブ賞 | 監督賞                                   | キャロル・リード                                                                                | ノミネート |
| 第26回ゴールデングローブ賞 | 作曲賞                                   | ライオネル・バート                                                                              | N/A        |
| 第26回ゴールデングローブ賞 | 年間新人スター男優賞                     | ジャック・ワイルド                                                                              | ノミネート |
| 第22回英国アカデミー賞     | 作品賞                                   |                                                                                                 | ノミネート |
| 第22回英国アカデミー賞     | 監督賞                                   | キャロル・リード                                                                                | ノミネート |
| 第22回英国アカデミー賞     | 主演男優賞                               | ロン・ムーディー                                                                                | ノミネート |
| 第22回英国アカデミー賞     | 衣裳デザイン賞                           | フィリス・ダルトン                                                                              | ノミネート |
| 第22回英国アカデミー賞     | 編集賞                                   | ラルフ・ケンプレン                                                                              | ノミネート |
| 第22回英国アカデミー賞     | 美術賞                                   | ジョン・ボックス                                                                                | ノミネート |
| 第22回英国アカデミー賞     | 音響賞                                   | ジョン・コックス、ボブ・ジョーンズ                                                              | ノミネート |
| 第22回英国アカデミー賞     | 有望新人俳優賞                           | ジャック・ワイルド                                                                              | ノミネート |

## コミカライズ
- 『オリバー！』（作画：古城武司、講談社『なかよし』、1968年6月号付録）[8]